# 오바케의 Q 타로 영화 작품
오바케의 Q 타로는 게임, 영화 등 여러 파생작이 있다. 아래의 목록에서는 오바Q를 기반으로 영화에 대해 소개한다.

## 방영 기간
- 1985년 4월 1일 ~ 1987년 3월 29일, TV아사히 외 (매주 월요일 ~ 토요일 18시 45분 ~ 19시 ・ 후지코 후지오 극장 프레임, 임의넷). 전체 510 화. 컬러 작품.
  - ※ 매주 일요일 9시 30분 - 10시에 지난 방송을 다시 구성하여 TV 아사히 계에서하고 전국 방송.
  - 이전의 2작과 달리 현재 정규 루트로 재사용을 하고 있는 유일한 애니메이션 시리즈이다. 현재 "TV 아사히 채널"에서 반복 방영되며 1996년에는 걸작선 비디오 소프트웨어가 출시되고 있다.
  - 신작 방송이 끝난 후에도 "파오 채널" 목요일 버전 "후지코 후지오 극장"으로 계속 반복 방송되었다.

## 성우
- Q 타로 - 아마치 후사코
- 쇼타 - 미와 카쓰에
- 신이치 - 미즈시마 유타카
- 고지라 - 타케무라 히로시
- 하카세 - 키모쓰키 카네타 (목 수술을 위해서 1985년 11월부터 12월까지는 키자오 역을 맡고 있는 타쓰타 나오키가 대역을 맡음.)
- 코이케 -
- 카미나리 -
- 요시코 -
- 키자오 - 타쓰타 나오키
- 엄마 -
- 아빠 -
- 선생 -
- 유카리 -
- 도론파 -